# Salzstoß
Salzstoß sind aus Sehnen, Muskelhäuten, wenig Fett und Fleisch bestehende mit Salz vermahlene Schlachtreste, die in Würsten geringerer Qualität Verwendung finden. 
Diese Bindegewebesteile fallen bei der Entsehnung von Fleisch und Knochen an. Aus ihnen wird der Salzstoß erzeugt und den anderen Bestandteilen der Wurst hinzugefügt.
Neben Wurstfleisch und Brät ist bei der Wursterzeugung je nach Sorte auch die Zugabe von Blut, Innereien und Salzstoß erlaubt. Die Zugabe von Separatorenfleisch (maschineller „Knochenputz“) ist allerdings bei Rindfleisch seit der BSE-Krise in der Europäischen Union nicht mehr erlaubt.
Die Wurstmasse der Wiener Burenwurst besteht beispielsweise aus Rind- oder Schweinefleisch, Speck, Wasser und 20 % Salzstoß.